# Allpolsk ungdom
Allpolsk ungdom (polska: Młodzież Wszechpolska, MW) är en nationalistisk ungdomsorganisation i Polen. Den grundades 1989 på initiativ av Roman Giertych och var under en längre tid knuten till Polska familjeförbundet, även om de aldrig officiellt agerade ungdomsförbund åt partiet. 2012 var organisationen en av de huvudsakliga grundarna till partiet Nationella rörelsen, för vilket MW:s tidigare ordförande Robert Winnicki blev partiledare. Organisationen har beskrivits som katolskt fundamentalistisk och homofobisk.